# Comic Yuri Hime S
Il Comic Yuri Hime S (コミック百合姫S?, Komikku Yuri Hime S) è una rivista giapponese di manga yuri trimestrale pubblicata dalla Ichijinsha. Venne pubblicato la prima volta il 18 giugno 2007. È la rivista sorella di Comic Yuri Hime. La rivista contiene serie di mangaka shōnen e seinen, e contiene inoltre elementi di tipo moe.

## Manga pubblicati
- Cassiopeia Dolce
- Flower Flower
- Honey Crush
- Minus Literacy
- Nanami to Misuzu
- Otomeiro StayTune
- Otome Kikan Gretel
- Yuru Yuri
- Konohana-tei kitan